# TAC4
TAC4 (англ. Tachykinin 4 (hemokinin)) – білок, який кодується однойменним геном, розташованим у людей на короткому плечі 17-ї хромосоми. Довжина поліпептидного ланцюга білка становить 113 амінокислот, а молекулярна маса — 12 305.
| 10         |  | 20         |  | 30         |  | 40         |  | 50         |
| ---------- |  | ---------- |  | ---------- |  | ---------- |  | ---------- |
| MLPCLALLLL |  | MELSVCTVAG |  | DGGEEQTLST |  | EAETWVIVAL |  | EEGAGPSIQL |
| QLQEVKTGKA |  | SQFFGLMGKR |  | VGGRPLIQPR |  | RKKAYQLEHT |  | FQGLLGKRSL |
| FTEGREDEAQ |  | GSE        |  |            |  |            |  |            |

A: Аланін

C: Цистеїн

D: Аспарагінова кислота

E: Глутамінова кислота

F: Фенілаланін

G: Гліцин

H: Гістидин

I: Ізолейцин

K: Лізин

L: Лейцин

M: Метіонін

P: Пролін

Q: Глутамін

R: Аргінін

S: Серин

T: Треонін

V: Валін

W: Триптофан

Кодований геном білок за функцією належить до гіпотензивних агентів. 
Задіяний у такому біологічному процесі, як альтернативний сплайсинг. 
Секретований назовні.